# Église du Très-Précieux-Sang-de-Notre-Seigneur-Jésus-Christ de Rome
L'église du Très-Précieux-Sang-de-Notre-Seigneur-Jésus-Christ (en italien : chiesa del Preziosissimo Sangue di Nostro Signore Gesù Cristo) est une église romaine située dans le quartier Appio-Latino sur le Largo Pannonia. Elle est dédiée à la dévotion au Précieux Sang.

## Historique
L'église est la chapelle des Adoratrices du Sang du Christ fondée par Maria De Mattias dont la dépouille est conservée en ce lieu. Le 14 décembre 1980, le pape Jean-Paul II est venu se recueillir dans l'église devant l'urne de la bienheureuse qu'il canonisera en 2003,.
Cette église est longtemps restée un lieu de culte annexe de l'église Natività di Nostro Signore Gesù Cristo. En 2007, le pape Benoît XVI crée le titre cardinalice Preziosissimo Sangue di Nostro Signore Gesù Cristo rattaché directement à cette église.

## Architecture et décorations
Cette église moderne, datant du XXe siècle, a une façade constituée de briques et un portail à triple arches et pilastres faits en travertin. L'intérieur est constitué de trois nefs, avec deux chapelles latérales par côté (dont l'une est occupée par la dépouille de Maria De Mattias), et d'une abside centrale décoré d'un mosaïque d'un Christ en croix. Les fenêtres sont constituées de vitraux modernes de B. Nocchi représentant les symboles de la passion.

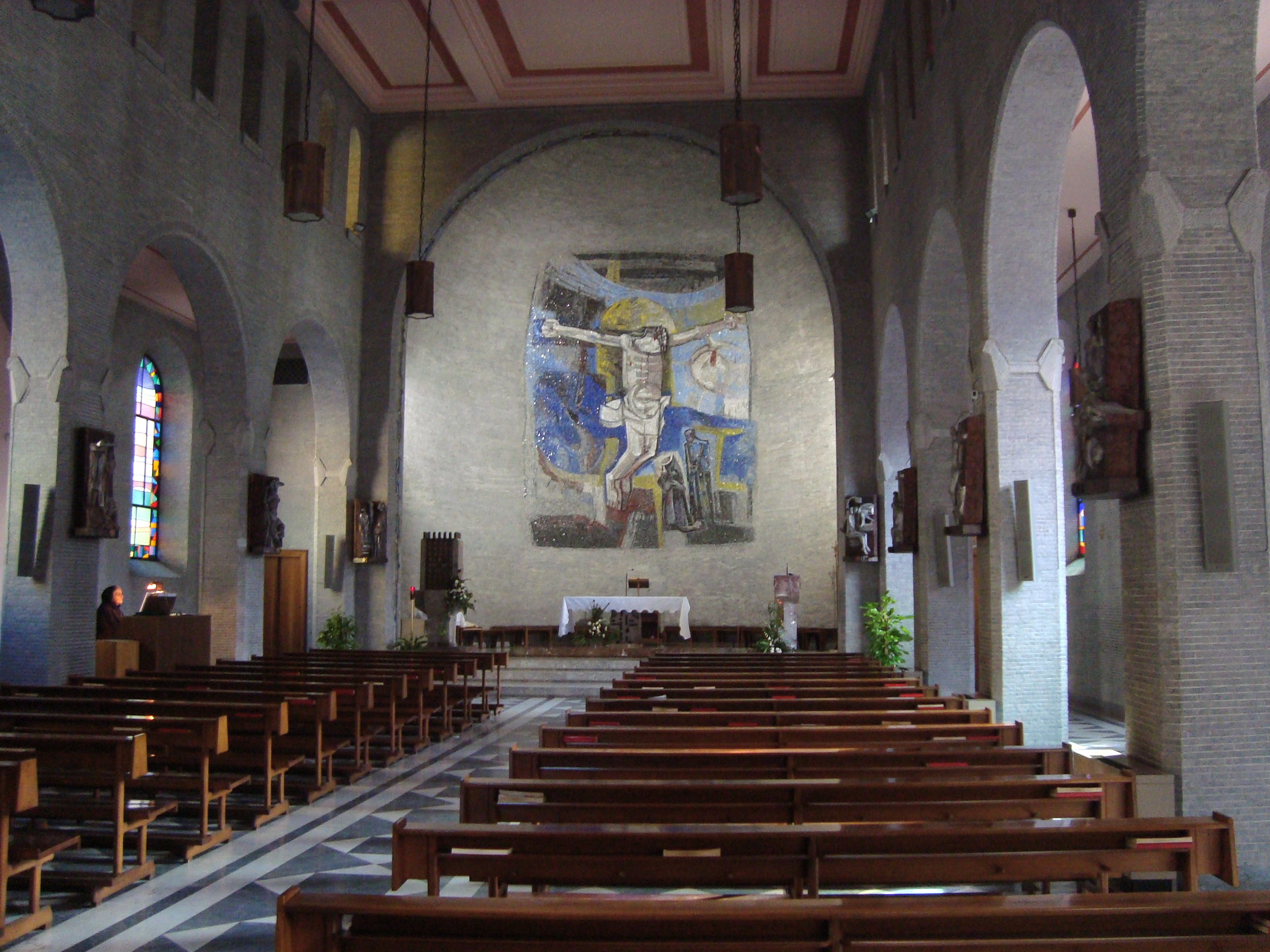
vue de l'intérieur
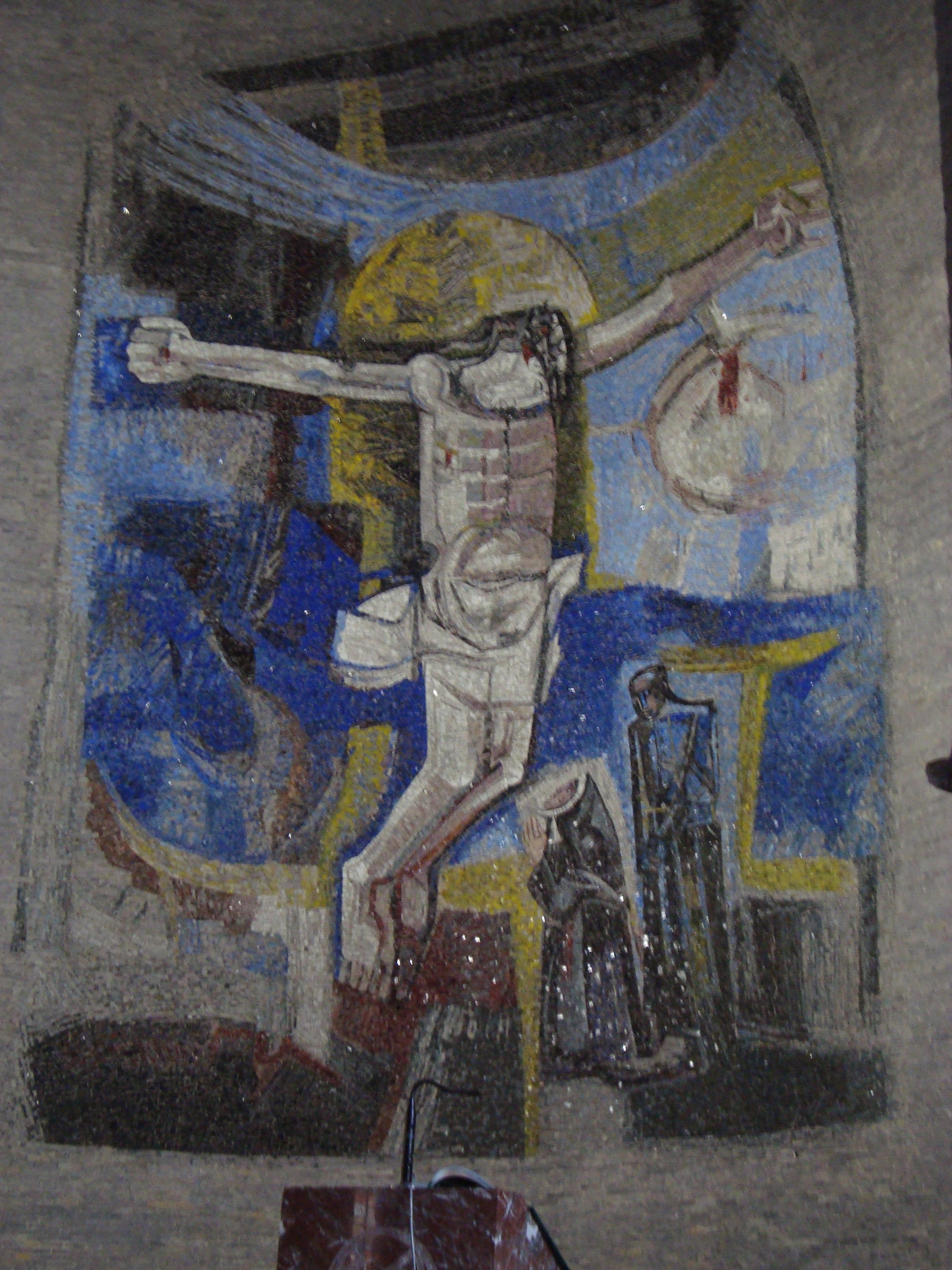
Mosaïques de l'abside
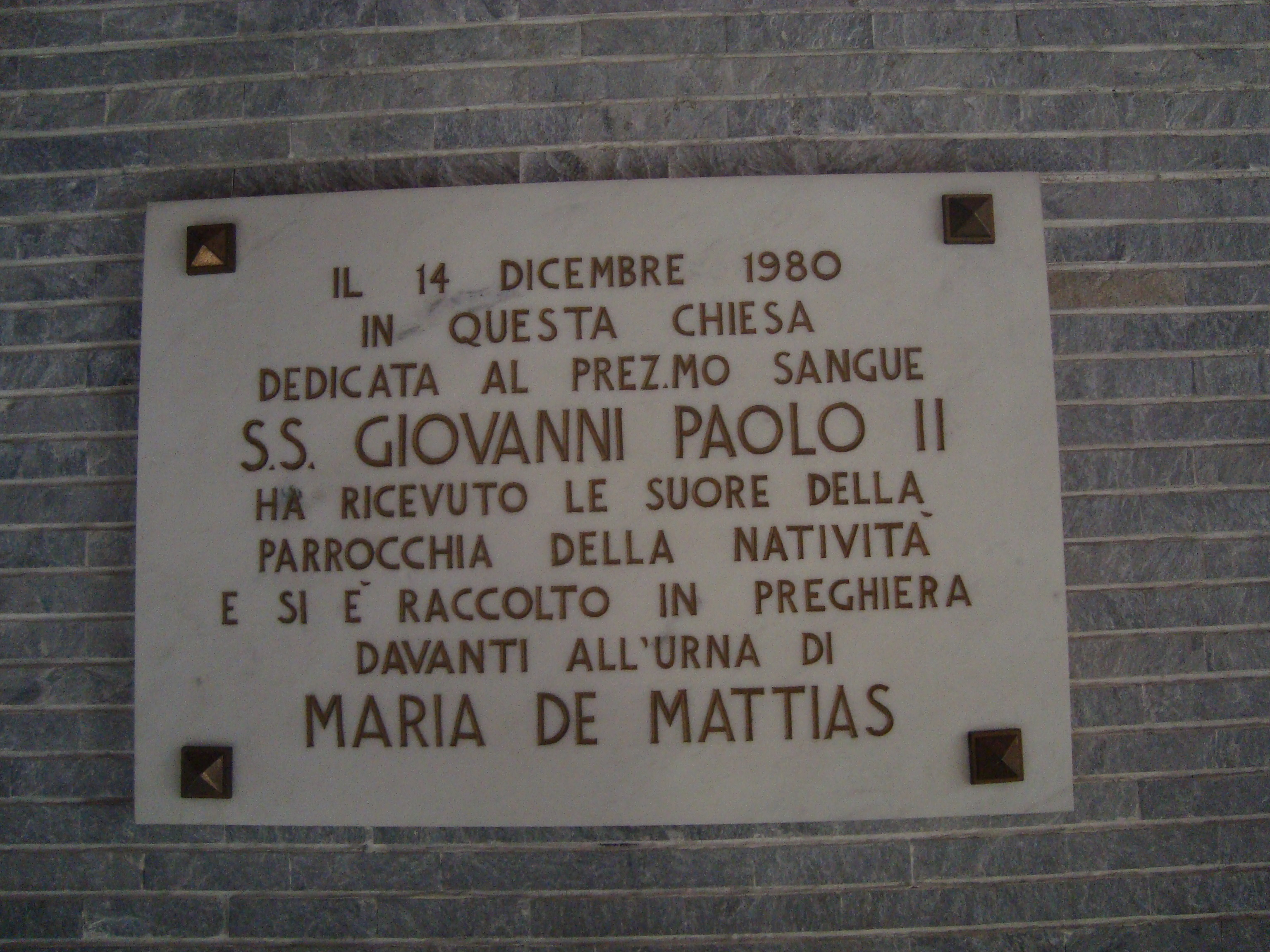
Plaque commémorative de la visite papale